# Pohgajih
Pohgajih is een bestuurslaag in het regentschap Blitar van de provincie Oost-Java, Indonesië. Pohgajih telt 2258 inwoners (volkstelling 2010).